# Blauw van Ham
Het Blauw van Ham is een zeldzaam Waals konijnenras. Het dier zou gefokt zijn door fokkers uit het dorpje Ham-sur-Heure sinds 1902. Het was onmiddellijk in trek bij de fokkers, omwille van de goede kwaliteit van het vlees en de pels en omwille van de hoge vruchtbaarheid.
De vacht is zeer zacht en donkerder dan de Vlaamse rassen (Blauw) Van Beveren en Blauw van Sint-Niklaas. Qua gewicht behoort dit konijn tot de zwaardere rassen. Hoewel het konijn veel succes oogstte op wereldtentoonstellingen stierf het tegen het einde van de jaren 30 uit. Dankzij het werk van enkele fokkers werd het opnieuw in standaard geplaatst in 1977. Sindsdien is het terug te zien op internationale tentoonstellingen.